# Sun Sibei
Sun Sibei (en chino: 孙思蓓; 18 de febrero de 2005) es una deportista china que compite en ciclismo en la modalidad de BMX estilo libre. Ganó dos medallas de plata en el Campeonato Mundial de Ciclismo Urbano, en los años 2023 y 2024, en la prueba de parque.

## Palmarés internacional
| Campeonato Mundial | Campeonato Mundial    | Campeonato Mundial | Campeonato Mundial |
| Año                | Lugar                 | Medalla            | Competición        |
| ------------------ | --------------------- | ------------------ | ------------------ |
| 2023               | Glasgow (Reino Unido) | Medalla de plata   | Parque             |
| 2024               | Abu Dabi (EAU)        | Medalla de plata   | Parque             |